# Wolfgang Thier
Wolfgang Thier (* 4. November 1948) ist ein ehemaliger deutscher Fußballspieler.

## Karriere
Von Eintracht Gelsenkirchen kam Thier 1972 zu Fortuna Köln. In seiner ersten Saison 1972/73 wurde hinter Rot-Weiss Essen Platz zwei in der Abschlusstabelle belegt. In der folgenden Aufstiegsrunde setzte sich Thier mit seinen Mitspielern durch und startete somit in der nächsten Saison in der Bundesliga. In der Aufstiegsrunde bestritt Thier fünf Spiele. Als Tabellenvorletzter endete Thiers erste Bundesligasaison, somit folgte der sofortige Abstieg. Thier spielte bei Fortuna Köln noch ein Jahr in der neu eingeführten 2. Bundesliga, zur Saison 1975/76 wechselte er zum Bonner SC in die oberste Amateurliga. Als der Verein 1976/77 in die 2. Bundesliga, Gruppe Nord, aufstieg, war Thier in 29 Zweitligaspielen für den Bonner SC im Einsatz und erzielte dabei vier Tore. Am Ende der Saison wurde dem Bonner SC wegen mangelnder Wirtschaftlichkeit durch den DFB die Zweitliga-Lizenz entzogen.